# Gustáv Mráz
Pour les articles homonymes, voir Mraz.
Gustáv Mráz, né le 11 septembre 1934 en Tchécoslovaquie, est un joueur de football slovaque, international tchécoslovaque qui jouait au poste d'attaquant.
Il est surtout connu pour avoir participé à la coupe du monde 1958 en Suède et à la Coupe internationale 1955-1960 avec la sélection tchécoslovaque.
Il finit également co-meilleur buteur de la Coupe d'Europe des vainqueurs de coupe 1965.